# Бей Микола Митрофанович
Бей Микола Митрофанович (05.02.1924-05.08.2012) — український лікар-хірург, учасник німецько-радянської війни.

## Біографія
Микола Митрофанович Бей народився 5 лютого 1924 року на хуторі Білоцерківка (нині село Хмельове Бердичівського району) Бистрицької волості в багатодітній родині, батьки якої виховували вісім дітей.
У 1933 році родина переїхала до селища Гришківці, де у 1941 році М.Бей закінчив 9 класів середньої школи та почав працювати у колгоспі.
Упродовж німецької окупації М. Бей перебував у складі підпільної групи, розповсюджуючи серед мешканців селища листівки та отриману, завдяки таємно зібраному радіоприймачу, інформацію радянського Інформбюро.
Також в цей час родина М. Бея прихистила єврейську дитину, переховуючи її від нацистських переслідувань.
Після звільнення Бердичіва радянськими військами, М.Бей 10 січня 1944 року був мобілізований до Червоної армії, розвідником пройшовши бойовий шлях до Вісли, де отримав важке поранення. Після лікування продовжив службу у підрозділі з технічного обслуговування авіації.
За участь у бойових діях був нагороджений орденом Червоної Зірки, орденом Слави III ступеню та медаллю «За відвагу».
У 1950 році М. Бей демобілізувався та, повернувшись до рідного краю влаштувався вчителем фізкультури у школі с. Бистрик. Одночасно отримав повну середню освіту, закінчивши 10-й клас вечірньої школи.
З 1951 по 1957 рік навчався у Вінницькому медичному інституті, по закінченню якого працював на посаді головного лікаря дільничної лікарні у с. Райгородок Бердичівського району.
В подальшому  М. Бей пройшов перекваліфікацію та понад тридцять років працював хірургом у Бердичівській районній лікарні.
Помер 5 серпня 2012 року та був похований у селищі Гришківці Бердичівського району.

## Відзнаки та нагороди
- Почесне звання «Праведник світу» , 2001[5];
- Орден «За мужність» III ступеня, 2010[6];
- Почесний громадянин Бердичевського району, 2010[7].